# Jaroslav Hanf
Jaroslav Hanf (19. února 1888 – 21. února 1958) byl český profesionální voják a olympionik. 
Sloužil v rakousko-uherské a v československé armádě, za druhé světové války v tzv. vládním vojsku. Věnoval se jezdeckému sportu. V roce 1924 se účastnil Olympijských her v Paříži a v roce 1928 OH v Amsterodamu. Byl členem Čs. jezdeckého svazu a působil jako rozhodčí.

## Život
Jaroslav Hanf se narodil 19. února 1888 ve Vacanovicích u Přerova. Jeho otec byl původně hostinským ve Vacanovicích, později laborantem při fyzikálním ústavu C.k. české vysoké školy technické v Brně, kam se rodina přestěhovala. Hanf přestoupil po páté třídě brněnského českého gymnázia na dělostřeleckou kadetku ve Vídni (tři ročníky) a Traiskirchenu (jeden ročník). Kromě češtiny uměl dokonale německy, pozdější pobyty v Karpatech a na Bukovině přispěly k jeho dobré znalosti ukrajinštiny, polštiny a ruštiny slovem i písmem. Anglicky znal jen částečně. Celý život byl profesionálním vojákem.

## Vojenská kariéra

### Rakousko-Uhersko
Jeho služební doba v armádě začíná vstupem do rakousko-uherské armády 18. srpna 1908, kdy nastoupil do dělostřeleckého pluku - Feldkanonenregiment, č. 31 (od roku 1916 pod č. 30). Působil v Stanislavově (dnes Ivano-Frankivsk, Halič) jako instrukční důstojník v jednoroční škole a jako výcvičný důstojník v jízdě a v obsluze děla.
Po vypuknutí první světové války byl již od 1. 8. 1914 na ruském bojišti v Bukovině a v Haliči- jako 1. důstojník u velitelství baterie, od konce srpna 1915 jako velitel baterie. Konec války ho zastihl na srbském bojišti, kde byl od 15. října 1918 do 11. listopadu 1918. Během války byl několikrát vyznamenán.

### První republika
Přihlášku do československé armády podal 28. prosince 1918, po složení přísahy byl od 15. ledna do 14. března 1919 velitelem baterie číslo „3“ 4. čs. lehkého dělostřeleckého pluku a velitelem asistenčního oddílu ve strážní službě ve Vítkovicích a Mor. Ostravě. Jakou funkci tento oddíl měl v právě probíhající polsko-české sedmidenní válce, není známo.
Od 15. března do 31. prosince 1919 konal službu na Slovensku, kde probíhala maďarsko-československá válka. Československý dělostřelecký pluk čís. 4 (od r. 1920 č. 6) byl přidělen 2. dubna 1919 k 3. pěší divizi, které velel gen. francouzské armády Hennocque. Hanf se účastnil 22. května střetu u Šalgov-Tarjan (Salgotarjan), 4. června u Rimavských Zalužan a 7. června u Kokavy nad Rimavicou jako velitel baterie. Za mobilizace v roce 1921 byl velitelem záložního oddílu dělostřeleckého pluku 6 v Brně.
Téměř celý rok 1920 působil jako učitel dělostřelecké ekvitační školy v Olomouci. V letech 1921–1922 byl frekventantem učitelské školy jezdeckého ústavu v Hodoníně s velmi dobrým prospěchem. 15. listopadu 1922 byl přidělen k dělostřeleckému učilišti v Olomouci jako učitel jízdy, kde působil jeden rok, aby pak odešel do Staré Boleslavi jako frekventant výcvikového střediska pro Olympijské hry v Paříži. To už byl štábním kapitánem. Od 1. srpna 1924, tedy po pařížských olympijských hrách, působil další tři roky na dělostřeleckém učilišti v Olomouci jako velitel oddílu a instruktor jízdy. Od 1. září 1927 se připravoval, ve funkci majora, na další olympijské hry (v Amsterodamu) ve vojenském jezdeckém učilišti v Pardubicích. Od konce října 1928 byl velitelem III/2. oddílu dělostřeleckého pluku 2 ve Stříbře, kde působil čtyři roky. V prosinci 1928 byl povýšen na podplukovníka. Od října 1932 byl pověřen velením nově sestaveného oddílu 82 s různými místy působení na severní Moravě. Za úspěšnou činnost mu bylo uděleno pochvalné uznání. Po roce převzal znovu velení III/2. oddílu ve Stříbře. Od 15. července 1934 působil v dělostřeleckém učilišti v Olomouci, a to jako velitel ekvitací. Také zde za činnost velitele ekvitací a cvičitele jízdy dostal pochvalné uznání. Byl oblíben a ve velké vážnosti. V prosinci 1935 byl přemístěn do Vranova nad Topľou na východním Slovensku jako velitel dělostřeleckého oddílu 84. Po dvou letech se i s oddílem vrátil do Čech – do Týna nad Vltavou. I přes povýšení na podplukovníka v roce 1929 je jím i při zrušení čs. armády v roce 1939, přestože je v posudcích označován za vhodného povýšení, dokonce explicitně způsobilého velení dělostřeleckým plukem. Po celou kariéru byl posuzován jako vynikající důstojník, který má velmi dobrý vliv na podřízené a v nejvyšší míře udržuje kázeň u mužstva i důstojníků.

### Druhá světová válka
Od 16. září 1939 byl členem vládního vojska. Byl velitelem 11. praporu, který byl podřízen Zasazenému inspektorátu II a sídlil v Kostelci nad Orlicí. Tento prapor měl 21 důstojníků, 395 členů mužstva a 24 koní. V srpnu 1940 byl Hanf povýšen na plukovníka.
V období 1. ledna 1942 do 19. března 1943 přechovával Hanf ve svém bydlišti v Miloticích nad Bečvou Františku Skořepovou s dcerou. Její manžel štábní kapitán Bohuslav Skořepa byl za odbojovou činnost v Obraně národa 1941 zatčen a v březnu 1943 popraven ve Vratislavi (Wroclawi). Syn Zdeněk odešel v červnu 1939 do zahraničí, v Anglii se stal letcem RAF, v lednu 1942 byl sestřelen. Byl prohlášen za nezvěstného.
V květnu 1944 byla velká část vládního vojska, kterému Němci nedůvěřovali jako potenciálnímu bezpečnostnímu problému, přesunuta do Itálie. Hanf byl se svým 11. praporem (posádkový oddíl Kostelec nad Orlicí) umístěn ve Fossanu mezi Turínem a Janovem, krátce na to byli přesunuti do prostoru Cassano d'Adda-Peschiere. Zde s vědomím Hanfa jako velitele praporu, došlo ke kontaktu s partyzány a přechodu několika vojáků k nim. Později byl prapor umístěn v Coccagliu šest kilometrů severně od Chiari mezi městy Bergamo a Brescia. Hanf patřil k důstojníkům, kteří byli zasvěceni do příprav přechodu 11. praporu k partyzánům, jenž byl organizován členem milánského výboru Josefem Chmelíkem. K přechodu nedošlo, protože vládní vojsko bylo mezitím Němci odzbrojeno a partyzáni pro vojáky beze zbraní neměli uplatnění.
V říjnu 1944, kdy generál Ingr organizoval vznik samostatných československých jednotek v Itálii z jednotek vládního vojska a slovenských jednotek a jejich vyzbrojení Spojenci, zabezpečoval Hanf společně s pplk. Kautským spojení mezi vládním vojskem v Itálii a 2. slovenskou technickou divizí. Byl napojen jmenovitě na pplk. Kmicikieviče, velitele této divize, který připravoval její přechod k italským partyzánům.
V lednu 1945 byl Hanf členy vojenského revolučního výboru vládního vojska vybrán jako jeden z čtyř důstojníků předurčených k vedení eventuálních vojenských akcí většího rozsahu, které už nemohl vést generál Pražák a jeho štáb, protože byli z rozhodnutí Němců přesunuti zpět do Prahy. Po uzavření míru byl plukovník Hanf v Itálii vyznamenán odznakem odboje na slavnosti v Povegliano 5. července 1945 za přítomnosti velitele čs. vojsk v Itálii pplk. gšt. Podhory a velitele 1. čs. divize pplk. jezd. Kmicikieviče.
Vládní vojsko bylo rozpuštěno výnosem 11. května 1945, vznikla z něj Československá samostatná brigáda rozdělená na tři pluky (Hanf byl velitelem 3. pluku), která se 16. července vrátila do Československa.

### 1945–1958
16. prosince 1946 byl Hanf povolán do činné služby jako podplukovník československé branné moci poté, co šetření prokázalo, že ve vládním vojsku kryl odchod vojáků svého oddílu k partyzánům, byl důvěrníkem 11. praporu a později členem vojenského národního výboru v Itálii. 1. února 1947 byl přeložen do výslužby, k dispozici 1. oblasti  s výslužným 57 120 Kčs a zvláštním přídavkem pro ženaté 3 600 Kčs ročně. Bylo mu 59 let.
Usadil se ve svém domě v Miloticích nad Bečvou a po nějaké době se stal vedoucím kuchyně v národním podniku Elektro-Praga. V roce 1953 podalo okresní vojenské velitelství (OVV) v Hranicích se souhlasem krajského vojenského velitelství (KVV) v Olomouci, návrh na snížení jeho odpočinkového důchodu na polovinu. Návrh, který byl podán na základě informací místní organizace KSČ v Miloticích s odůvodněním, že jmenovaný byl horlivým služebníkem dřívějšího kapitalistického řádu, že neprojevuje kladný poměr k lidově demokratickému zřízení, že se staví záporně k budovatelskému úsilí pracujícího lidu a k socialistické výstavbě vlasti a že jeho manželka je původem Němka, byl pozměněn v květnu 1953 na snížení o 20 %. Proti snížení důchodu se Hanf odvolal. Prošetření na základě odvolání zjistilo, že činnost a chování jmenovaného nezakládá skutkovou podstatu k opatření podle par. 2 vl. nař. č. 22/1953 Sb., zejména nebylo prokázáno, že jednáním projevuje nepřátelství k lidově demokratickému zřízení – a proto bylo rozhodnuto 5. listopadu 1953, že mu se zpětnou platností k 1. červnu 1953 byl zase uznán důchod původní.

## Sportovní kariéra
Jaroslav Hanf byl výborným jezdcem, od počátku své vojenské kariéry se věnoval jezdeckému výcviku jako učitel. Sám se soustředil na jezdecký sport – drezuru. Po předolympijské přípravě ve Staré Boleslavi se účastnil Olympijských her 1924 v Paříži. Individuálně skončil na devatenáctém místě ze čtyřiadvaceti jezdců. Ze čtyř Čechoslováků byl v pořadí třetí. Jezdil na koni Elegant. I o čtyři roky později byl považován za jednoho z nejlepších čs. jezdců, jeho kůň Elegán byl ještě na předolympijských závodech „živý, sympatický kůň, ale […] ve cvalu našlapuje vzadu příliš ze široka, což činí nepěkný dojem, rovněž jeho poloviční překroky v klusu nejsou ještě dokonalé. Štkpt. Hanfovi, jednomu z našich nejlepších jezdců, se jistě ještě podaří opraviti tyto vady.“ To se asi z velké části podařilo, protože Elegán s Hanfem skončil na OH v Amsterodamu sedmnáctý z devětadvaceti jezdců.
Jaroslav Hanf byl členem Československého jezdeckého svazu a působil jako rozhodčí na závodech drezury, jak za války tak v padesátých letech.
Zemřel dva dny po svých sedmdesátých narozeninách 21. února 1958. 